# Prince Edward (Kanada)
Prince Edward – samodzielne miasto (city) w południowym Ontario, w Kanadzie. Miasto liczy 24901 mieszkańców (2001) i zajmuje obszar 1049,99 km². Średnia gęstość zaludnienia wynosi 23,7 osoby na km². Prince Edward jest 61. największym miastem w Ontario i 162. w Kanadzie.
Miasto powstało w 1998 poprzez zmianę statusu Hrabstwa Prince Edward na samodzielne miasto.
Miasto obejmuje 18 ośrodków komunalnych:
- Carrying Place
- Ameliasburg
- Rodnersville
- Rossmore
- North Port
- Demerestville
- Fawcetville
- Picton
- Glenora
- Waupoos
- Milford
- Cherry Valley
- West Lake
- Bloomfield
- Wellington
- Rosehall
- Hillier
- Consecon